# Flexamia
Flexamia är ett släkte av insekter. Flexamia ingår i familjen dvärgstritar.

## Dottertaxa tillFlexamia, i alfabetisk ordning[1]
- Flexamia abbreviatus
- Flexamia albidus
- Flexamia arenicola
- Flexamia areolatus
- Flexamia arizonensis
- Flexamia atlanticus
- Flexamia bandarita
- Flexamia beameri
- Flexamia canyonensis
- Flexamia celata
- Flexamia clayi
- Flexamia collorum
- Flexamia curvatus
- Flexamia dakota
- Flexamia decora
- Flexamia delongi
- Flexamia doeringae
- Flexamia flexulosus
- Flexamia gila
- Flexamia gramineus
- Flexamia grammicus
- Flexamia huroni
- Flexamia imputans
- Flexamia inflatus
- Flexamia jacala
- Flexamia mescalero
- Flexamia minima
- Flexamia modica
- Flexamia pectinatus
- Flexamia pictus
- Flexamia prairiana
- Flexamia productus
- Flexamia pyrops
- Flexamia reflexus
- Flexamia ritana
- Flexamia sandersi
- Flexamia satilla
- Flexamia serrata
- Flexamia stylatus
- Flexamia surculus
- Flexamia texana
- Flexamia youngi
- Flexamia zacate
- Flexamia zamora